# Héctor Hoffens
Héctor Antonio Hoffens (Santiago, 3 januari 1957) is een voormalig profvoetballer uit Chili die speelde als middenvelder gedurende zijn carrière. Hij werd in 1989 gekozen tot Chileens voetballer van het jaar.

## Erelijst
Universidad de Chile
- Copa Chile

1979
- Chileens voetballer van het jaar

1989